# Генетическая генеалогия
Генетическая генеалогия — раздел этногеномики, использующий ДНК-тесты совместно с традиционными генеалогическими методами исследования для выявления родства между людьми. ДНК-тестирование и ДНК-профилирование позволяют строить предположения о степени генетического родства. Применение генетических методов для составления семейной истории широко распространилось в 21 веке с удешевлением тестов. Тестирования проводятся как частными группами, так и в рамках исследовательских проектов (см. Геногеография).
По состоянию на 2019 год порядка 30 миллионов людей провели тесты, которые могут использоваться для выяснения родословной.

## Введение
Обычно успех традиционных методов целиком зависит от сохранности и существования документов (например, переписных и писцовых книг, ревизских сказок и т. д.). Каждый человек несёт в себе своего рода «биологический документ», который не может быть утерян — это ДНК человека. Методы генетической генеалогии позволяют получить доступ как к тем частям ДНК, которые передаются практически неизменно по прямой мужской линии (Y-хромосома) и по женской линии (мтДНК), так и строить предположения по иным частям ДНК.
ДНК-тест Y-хромосомы позволяет, например, двум мужчинам определить, разделяют ли они общего предка по мужской линии или нет. ДНК-тесты не просто помощь в генеалогических исследованиях — это современный передовой инструмент, который генеалоги могут использовать для того, чтобы установить или опровергнуть родственные связи между несколькими людьми.

## STR
В процессе теста специальных ДНК-маркеров последовательность оснований в них повторяется множество раз (это называется «коротким тандемным повтором» (англ. Short Tandem Repeat)). Например, специальное оборудование читает последовательность ДНК так:
… CTGT TCTA TCTA TCTA TCTA TCTA TCTA TCTA TCTA TCTA TCTGCC …
Можно заметить, что TCTA повторяется 9 раз, а поскольку этот STR маркер называется DYS391 (DNA Y-chromosome Segment № 391), делается запись: DYS391 = 9.
В этом маркере число повторений может быть между 7 и 14. Y-хромосома уникальна в этом отношении, потому что не подвергается кроссинговеру с каждым новым поколением.
В результате слияния яйцеклетки и сперматозоида ребёнок получает гены, которые будут являться смесью генов отца и матери. Но Y-хромосома передается только от отца к сыну, таким образом, число повторов в маркерах сына будет тем же самым, что и у его отца. Генетические кузены также будут иметь ту же самую Y-хромосому, что и общий предок по мужским линиям.
Иногда число повторов увеличивается или уменьшается, обычно в одной из линий. Таким образом, отец может иметь DYS391 = 9, а его сын - DYS391 = 10. Это называется мутацией и случается, когда ДНК копируется неправильно. Зная примерную частоту возникновения мутаций, можно приблизительно оценить, когда жил последний общий предок (MRCA, Most Recent Common Ancestor) (Y-хромосомный Адам, Митохондриальная Ева).

## Интерпретация результатов
После проверки и объединения результатов нескольких STR из одного генома определяется гаплотип, который может быть представлен в виде последовательности числа каждого маркера. Тест из 12 маркеров может быть похож на данную таблицу:
|                | STR Маркеры Y-ДНК |      |      |     |      |       |     |     |     |     |     |     |
|                | 19                | 385a | 385b | 388 | 389i | 389ii | 390 | 391 | 392 | 393 | 425 | 426 |
| Your Haplotype | 14                | 12   | 17   | 12  | 13   | 29    | 24  | 11  | 13  | 13  | 12  | 10  |

Маркеры STR записаны в заголовке, а сам гаплотип в ячейках таблицы. Так, например, для DYS19 написано 14 повторов. Гаплотип может дать информацию о том, откуда произошла ваша Y-хромосома, то есть проследить весь путь предков данного человека в течение 100 тысяч лет. Например, атлантический модальный гаплотип (AMH) определен только шестью маркерами, и это самый общий гаплотип в Западной Европе.
| 19 | 388 | 390 | 391 | 392 | 393 |
| 14 | 12  | 24  | 11  | 13  | 13  |

В базе данных «YHRD» каждый может сравнить его гаплотип с другими занесенными в неё образцами. Эта база данных содержит большое количество евразийских образцов, а теперь содержит ещё и образцы американцев и жителей восточной Азии, а также эскимосов. База данных YHDR использует до одиннадцати маркеров.
Кроме этого, Ybase — полезный инструмент исследователя, позволяет добавить результаты своих тестов Y-хромосомы в базу данных.
Интереснейший проект — база данных гаплотипов и генеалогических данных — «Sorenson Molecular Genealogy Foundation». После заполнения в критериях поиска гаплотип программа покажет в результатах самые близкие по совпадениям гаплотипы с фамилиями людей и покажет генеалогическое древо, где будет показан предполагаемый общий предок и все другие образцы, с которыми совпали результаты маркеров. В этой базе данных зарегистрировано более 50000 гаплотипов. На данный момент проект закрыли.
Тестирование Y-хромосомы наиболее интересно, если сравнивать результаты двух и более человек совместно с результатами традиционных генеалогических поисков. Ниже описан гипотетический случай, где три генетических кузена с одной фамилией прошли тест.
В какой-то момент в прошлом этой семьи произошла единственная мутация в Y-хромосоме. Эта мутация оставила след в ДНК всех мужчин этой семьи. При сравнении их гаплотипов наблюдается следующее:
|         | Y-DNA STR Markers |      |      |     |      |       |     |     |     |     |     |     |
|         | 19                | 385a | 385b | 388 | 389i | 389ii | 390 | 391 | 392 | 393 | 425 | 426 |
| Кузен 1 | 14                | 12   | 17   | 12  | 13   | 29    | 24  | 11  | 13  | 13  | 12  | 10  |
| Кузен 2 | 14                | 12   | 17   | 12  | 13   | 29    | 24  | 11  | 13  | 13  | 12  | 10  |
| Кузен 3 | 14                | 12   | 17   | 12  | 13   | 29    | 24  | 11  | 14  | 13  | 12  | 10  |

В этой таблице большинство чисел совпадают, за исключением маркера, помеченного серым цветом. У участника № 3 показана мутация в DYS392. Участники № 1 и № 2, цифры которых полностью совпадают, очень близкие родственники. Участник № 3 тоже является их родственником, но более далеким.

## Использование результатов
Генетическая генеалогия помогает подтвердить результаты традиционных архивных исследований, показывая, что два или более человека с той же фамилией связаны родством, то есть имеют общего предка. Оценка времени жизни их гипотетического общего предка сводится к математике и статистике. Исследования показывают, что мутация в любом маркере — редкий случай, и происходит примерно каждые 500 поколений (то есть раз в 10000 лет). Если есть точное совпадение в 21 маркере, то среднее время, прошедшее с тех пор, когда жил общий предок (MRCA), - только 8,3 поколения. Если есть хотя бы одно единственное несовпадение (мутация), тогда время увеличивается до 20,5 поколений.
Сколько мутаций (несоответствий) должно присутствовать в результатах тестов двух людей, чтобы можно было исключить их принадлежность к одному клану? Большое количество мутаций говорит о более отдалённом родстве или его отсутствии. В случае с 21 маркером 2 мутации между гаплотипами — это пограничный результат, а 3 мутации обычно исключают вообще достаточно близкое родство между этими людьми (в пределах тысячелетий).

### В криминалистике
Правоохранительные органы могут использовать генетическую генеалогию для выявления лиц, виновных в преступлениях. Этот вид криминалистической, следственной генетической генеалогии стал особенно популярен после ареста Джозефа Деанджело — американского серийного убийцы, насильника и грабителя. Профиль ДНК преступника был помещён в генеалогическую базу данных GEDmatch, в результате чего были найдены его отдалённые родственники. Дальнейшее расследование помогло раскрыть личность преступника. В то же время такое использование генетической генеалогии вызвало негативную реакцию экспертов в области защиты персональной информации.
В 2019 году генетическая генеалогия была объявлена в некоторых СМИ «самым мощным средством борьбы с преступностью со времён открытия ДНК».

## Некоторые исследователи генетической генеалогии
- Дж. Джиниоглу — Cengiz Cinnioglu
- Л. Л. Кавалли-Сфорца
- Т. М. Карафет
- Т. Кивисилд
- Дж. Д. Макдональд
- Б. Сайкс

## Читайте также
- Гаплогруппы
- Y-ДНК
- Геногеография
- Y-хромосомные гаплогруппы в этнических группах